# Conca d'Oro (metropolitana di Roma)
Conca d'Oro è una stazione della linea B della metropolitana di Roma.

## Storia
I cantieri della diramazione B1 sono stati aperti nel novembre 2005 e sono terminati verso la fine del 2011. La stazione è stata aperta al servizio il 13 giugno 2012.
Il progetto è firmato dallo studio ABDR Architetti Associati (Maria Laura Arlotti, Michele Beccu, Paolo Desideri, Filippo Raimondo).

## Struttura e impianti
La stazione è strutturata su tre livelli e una grande piazza ipogea. Il primo livello si trova ad otto metri dal piano stradale: da qui si scende all'atrio della stazione per poi raggiungere le banchine dei treni, poste sullo stesso livello, a 20 metri sotto il piano stradale.
Dall'11 marzo 2024 è stato aperto il nuovo parcheggio sotterraneo per le auto.

## Servizi
La stazione dispone di:
- Biglietteria automatica
- Biglietteria a sportello
- Servizi igienici

## Interscambi
- Fermata autobus ATAC
- Stazione taxi